# Trichuris
Trichuris é um gênero de nemátodos da família Trichuridae, cuja espécie Trichuris trichiura provoca uma verminose denominada tricuríase.
O gênero Trichuris está muito adaptado ao parasitismo em mamíferos e existem cerca de 70 espécies de tricurídeos identificados, incluindo os que são de interesse veterinário, como por exemplo: Trichuris vulpis, conhecidos por parasitar cães; Trichuris suis, que parasita suínos; o Trichuris ovis, parasito de bovinos e caprinos; Trichuris trichiura, que parasita humanos; e a espécie Trichuris muris, que é parasito de camundongos e amplamente utilizado para se estudar essa helmintíase intestinal, como modelo experimental .